# Jagdalpur
Jagdalpur est une ville indienne située dans le district de Bastar dans l’État du Chhattisgarh. En 2015, sa population était de 280 478 habitants.

## Source de la traduction
- (en) Cet article est partiellement ou en totalité issu de l’article de Wikipédia en anglais intitulé « Jagdalpur » (voir la liste des auteurs).